# Playback
Play-back-ul este acțiunea de mimare sincronizată a interpretării cântecului, utilizat de către anumiți cântăreți de muzică pop, rock, dance, etc., în timp ce publicul aude o înregistrare anterioară a piesei muzicale. În felul acesta publicul are impresia că asistă la o interpretare autentică în timpul spectacolului.